# Michelle Mayer
Michelle Mayer es una actriz mexicana de cine y televisión con una extensa carrera en su país que inició a mediados de la década de 1980.

## Carrera
A mediados de la década de 1980, Mayer empezó a aparecer en producciones cinematográficas de su país como Persecución criminal y El vagón de la muerte. En la década de 1990 registró apariciones en el género de la comedia erótica mexicana, integrando el reparto de películas como La negra tomasa, Mujeres de medianoche, Pecado original y Mujeres infieles. También apareció en las telenovelas Un rostro en mi pasado (1989), Hora marcada (1990), Papá soltero (1991) y Marisol, en la que interpretó el recordado papel de "Chayito".

## Plano personal
Su hija Nicole Mayer también es actriz.

## Filmografía destacada

### Cine y televisión
- 2013 - El Teacher
- 2013 - Michelle
- 2013 - El sexo me da risa 3
- 2000 - El día de los Albañiles IV
- 1997 - La camioneta azul de la mafia
- 1997 - Me ganó la risa
- 1996 - Juventud en drogas
- 1996 - La mujer de los dos
- 1996 - Marisol
- 1995 - Aprendiz de policía
- 1995 - El castrado
- 1995 - Esclavos de la pasión
- 1995 - Esta noche entierro a Pancho
- 1995 - Me hizo compadre sancho
- 1995 - Mujeres infieles
- 1995 - Un tamarindo en la metrópolis
- 1993 - La negra Tomasa
- 1992 - Con ganas de morir
- 1992 - De un blanco mortal
- 1992 - Relaciones violentas
- 1992 - Corrupción encadenada
- 1992 - Los verduleros 3
- 1992 - Curado de espantos
- 1991 - El arte de poner los cuernos
- 1991 - La pareja perfecta
- 1991 - No tan virgen
- 1991 - Papá soltero
- 1991 - Pecado original
- 1990 - La hora marcada
- 1990 - Mujeres de media noche
- 1990 - Papaya beach
- 1989 - Carroña humana
- 1989 - El cartero alburero
- 1989 - Si me las dan me las tomo
- 1989 - El diario íntimo de una cabaretera
- 1989 - Un rostro en mi pasado
- 1988 - La guerrera vengadora
- 1988 - Pancho el Sancho
- 1988 - Los gatos de las azoteas
- 1987 - El vagón de la muerte
- 1987 - Persecución criminal
- 1987 - La venganza de los punks